# Surrey (grofovija)
 Ovo je članak o grofoviji Surrey. Za druga značenja pogledajte Surrey (razdvojba).
Surrey (/ ˈsʌri /) je nemetropolitanska ceremonijalna i matična grofovija smještena u regiji Jugoistočna Engleska, a graniči s Kentom na istoku, Istočnim Sussexom na jugoistoku, Zapadnim Sussexom na jugu, Hampshireom na zapadu, Berkshirom na sjeverozapadu i Velikim Londonom na sjeveroistoku. S oko 1,2 milijuna ljudi Surrey je 12. engleska grofovija po broju stanovnika, treća među matičnim grofovijama po broju stanovnika nakon Kenta i Essexa, te treća po broju stanovnika na jugoistoku, nakon Hampshira i Kenta.
Surrey je relativno bogata grofovija i ima najveći udio šuma u grofovijama Engleske. Pored toga ima četiri terena za konjske utrke te 142 golf terena, uključujući međunarodno mjesto natjecanja u Wentworthu.
Guildford se u narodu smatra glavnim gradom grofovije, iako je vijeće grofovije Surrey eksteritorijalno i smješteno je u Kingstonu na Temzi. Surrey je podijeljen u jedanaest okruga.

## Etimologija toponima
Staroengleska riječ suþrige (722.), ili Suthrige- doslovno „Južna oblast“, od suðer koje dolazi od suð (jug) + -ge „oblast“. Beda Časni, kao i drugi povjesničari i kroničari toga vremena koristili su ga kao ime naroda, što se odnosilo na "ljude iz Surreya". Surrey je vjerojatno bio dio većeg srednjosaksonskog kraljevstva, uključujući i područja sjeverno od Temze. 

## Povijest

### Antički period
Arheološki nalazi svjedoče o prisutnosti ljudi u Surreyu još od do paleolitskih vremena. 
Svjedočanstva o području koje danas pokriva grofovija Surrey sežu u doba antike. Zemlja je bila pod dominacijom Segontianaca, plemena iz željeznog doba, prije nego što su bili podčinjeni belgskom plemenu Atrebates. 42. godine Atrebatese je porazilo moćno pleme Catuvellauni, čiji su se sastanci održavali i odluke donosile u današnjem gradu Colchesteru u današnjem Essexu.

Već sljedeće godine dolazi rimska vojska pod zapovjedništvom cara Klaudija, koja je uz izuzetnu pomoć savezničkih plemena Atrebatesa i Batavaca - napala otok Britaniju. U današnjem Surreyu, rimska civilizacija je ostavila mnoge arheološke tragove od kojih se izdvaja cesta Stane Street ili Stone Street, koja je u svojoj dužini od 91 km prolazila kroz grofoviju povezujući Chichester i Londinium, glavni grad rimske provincije Britanije, te rimski hram Farley Green u istoimenom zaseoku.
Nakon povlačenja rimskih snaga 410. godine, Surrey je nominalno bio dio provincije Britannia Prima, premda su u stvarnosti nasljednici Atrebatesa i njihovi saveznici, uz pomoć suparničkih rimskih dužnosnika, povratili kontrolu nad cijelim teritorijem. U velikoj političkoj zbrci nastavljaju se građanski ratovi između gradova. Međutim, saksonski saveznici, u početku odgovorni za kontrolu obala u 3. stoljeću, prije nego što su bili umiješani u građanske ratove raznih velikaških obitelji koje su upravljale cijelim teritorijem, na kraju uspostavljaju političku ravnotežu pozivajući pojačanje svojih rođaka s kontinenta.

### Srednji vijek
Na početku anglosaksonske ere, u posljednjim desetljećima 5. stoljeća, sadašnji Surrey bilo je malo naseljeno područje i gotovo u cijelosti pošumljeno. Nakon 480. godine, vrlo skromne vodeće skupine koje su srednjovjekovni historiografi nepravilno nazivali saskim plemenima, osnovale su malo kraljevstvo na sjeveru i istoku sadašnje grofovije. Daju mu ime na latinskom jeziku Sudhrige ili Suthrige, što je moglo značiti "kraljevstvo" ili "vladavina juga", pa se taj pojam razvija u Suðrigean, a zatim u Surrey. Naziv Suðrigean, staroengleska je riječ od koje je nastao naziv Surrey i pojavljuje se u anglosaksonskoj kronici tek 836. godine.
Južni Sasi podčinili su se vladavini moćnijeg kraljevstva Mercije 661. godine. Cijela uprava regije formalno je prešla na kršćanstvo 675. krštenjem potkralja Frithuwolda od Chertseya kao i njegovog sina i nasljednika. 
Odrekavši se kontrole Mercianskog kraljevstva 685. godine, malo kraljevstvo Južnih Sasa se podčinilo kraljevstvu Wessex.

Ako je ikad postojalo, srednjosaksonsko kraljevstvo Južnih Sasa nestalo je do 7. stoljeća, a Surrey je postao pogranično područje osporavano između kraljevstava Kent, Essex, Sussex, Wessex i Mercije, sve dok ga Wessex nije trajno apsorbirao 825. godine. Tijekom 7. stoljeća Surrey postaje kršćanska teritorija i u početku je bio dijelom istočnosaksonske biskupije u Londonu, što ukazuje da je u to vrijeme Surrey bio pod istočnosaksonskom vlašću, ali je kasnije prebačen u zapadnosaksonsku biskupiju Winchester. Njegova najvažnija vjerska institucija tijekom anglosaksonskog razdoblja i dalje je bila opatija Chertsey koja je osnovana 666. godine.
U ovom trenutku Surrey je očito bio pod dominacijom kraljevine Kent, jer je opatija osnovana pod pokroviteljstvom kralja Ecgberhta od Kenta. Međutim, nekoliko godina kasnije barem je dio Surreya bio podčinjen kraljevini Merciji, jer je 673. – 675. Frithuwald, lokalni potkralj, vladajući pod suverenitetom kralja Wulfherea od Mercie, opatiji Chertsey dodijelio dodatna zemljišta. Desetljeće kasnije Surrey je prešao u ruke kralja Cædwalla od Wessexa, koji je također osvojio Kent i Sussex, te osnovao samostan u Farnhamu 686. godine.

### Dansko osvajanje
Surrey je ostao zaštićen od napada više stoljeća zbog svog položaja i sve veće moći zapadnosaksonskog, kasnije engleskog kraljevstva. Kingston na Temzi je bilo mjesto gdje su okrunjeni Ethelstan Sjajni 924., te Ethelred II. Nespremni 978., a prema kasnije stvorenoj tradiciji tu su okrunjeni i ostali engleski kraljevi iz 10. stoljeća.

Danski napadi tijekom katastrofalne vladavine Ethelreda Nespremnog doveli su do toga da je vojska Thorkella Visokog u razdoblju 1009. – 1011. razorila Surrey, te opustošila cijelu jugoistočnu Englesku. Vrhunac ovog vala napada dogodio se 1016. godine tijekom dugotrajnih borbi između snaga kralja Edmunda Hrabrog i danskog kralja Knuta Velikog, kada je došlo do engleske pobjede nad Dancima negdje na sjeveroistoku Surreyja, ali sve se završilo Knutovom konačnom pobjedom i osvajanjem Engleske. Knutovu smrt 1035. godine slijedilo je razdoblje političke neizvjesnosti, jer je nasljedstvo bilo sporno između njegovih sinova.
Alfred Aetheling (1005. – 1036.), sin kralja Ethelreda, vratio se iz Normandije, kamo je kao dijete odveden na sigurno u vrijeme Knutova osvajanja Engleske. Neizvjesno je koje su mu namjere bile, ali nakon iskrcavanja s malom pratnjom u Sussexu, dočekao ga je Godwin, grof od Wessexa koji ga je na očigledno prijateljski način, otpratio do Guildforda. Međutim, na spavanju su njegovu pratnju Godwinovi sljedbenici ubili, dok su princa Alfreda oslijepili i utamničili, nakon čega je ubrzo umro. To je neosporno moralo doprinijeti animozitetu između Godwina i Alfredova brata Eduarda III. Ispovjednika, koji je na prijestolje došao 1042. godine, iako ostaje nejasno Eduardovo vjenčanje s Godwinovom kćeri Edith od Wessexa 1045. godine.
Neosporno su posljedice ovog antagonizma pomogle Normanskom osvajanju Engleske 1066. godine.
Knjiga Sudnjeg dana bilježi da su najveći zemljoposjednici u Surreyu na kraju Eduardove vladavine bili opatija Chertsey, Harold Godwinson, grof od Wessexa a kasnije kralj, pa tek onda i sam kralj Eduard. 

### Normansko osvajanje
Nakon bitke kod Hastingsa, normanska vojska je napredovala kroz Kent prema Surreyu, te je porazila englesku vojsku koja ih je napala u Southwarku, nakon čega su spalili to naselje. Umjesto da pokušaju napasti London preko rijeke, Normani su nastavili prema zapadu kroz Surrey, prešli Temzu kod Wallingforda u Berkshiru i spustili se na London sa sjeverozapada, što je Vilimu Osvajaču, zajedno s njegovim brojnim feudalnim saveznicima iz zapadne Francuske, omogućilo da osvoji englesko kraljevstvo.
  
Nakon smrti Vilima Osvajača 1087. godine., kralj Vilim II. Riđi dodjeljuje Williamu de Warenneu titulu "grofa od Surreya" vjerojatno 1088. godine kao nagradu za odanost tijekom četverogodišnje opsade Saint-Suzannea.

Grofovija je također poznata po potpisivanju Magna charte u Runnymedeu u sjevernom Surreyu, 1215. godine.  Već sljedeće godine, na putu za London, dvorac Guildford je zauzela vojska princa, te budućeg kralja Francuske Luja VIII., najstarijeg sina francuskog kralja Filipa II. Podatci o grofoviji tijekom kasnijih stoljeća srednjeg vijeka prilično su oskudni; samostani Surreya - osobito oni u Chertseyu, Waverleyu, Newarku i Mertonu - u kojima se mogla prikupiti većina pisanih izvora, razrušeni su tijekom raspada samostana 1538. godine, a religijski potresi uzrokovani reformacijom koja je uslijedila, uništili su njihove arhive.

### Period Tudora
U vrijeme vladavine ranih tudorskih kraljeva izgrađene su veličanstvene kraljevske palače na sjeveroistoku Surreyja, što je bilo prikladno radi blizine Londona. Kralj Henrik VII. je u Richmondu obnovio postojeću kraljevsku rezidenciju Richmond a također je u njegovoj blizini osnovao i franjevački samostan 1499. godine.
 
Godine 1538. slijedila je još spektakularnija palača Nonsuch koja je kasnije sagrađena za Henrika VIII. blizu Ewella u Surreyu. Palača u Guildfordu izišla je iz upotrebe dosta ranije, ali izvan grada je ostao kraljevski lovački dom kod Nonsuch Parka.

Nakon izgradnje Londonskog mosta Southwark se našao povezanim s Londonom, pa je izrastao je u važan religijski centar, dok je Kingston na Temzi izrastao u značajno srednjovjekovno trgovište. U tome periodu ovčarstvo je bilo važna djelatnost, a od 16. stoljeća trgovina tkaninama cvala je u gradovima Guildford, Godalming i Farnham. U to vrijeme je i povrtlarstvo postalo značajna grana privrede, naročito u sjevernom i zapadnom dijelu grofovije. 

### Građanski ratovi
Tijekom građanskog rata 1642. – 1646. Surrey je gotovo u potpunosti izbjegao izravni utjecaj borbi. Slično se desilo i tijekom kratkog Drugog građanskog rata 1648., kada je Henry Rich, 1. grof od Hollanda u srpnju ušao u Surrey, nadajući se da će rasplamsati rojalističku pobunu. Podigao je svoju zastavu u Kingstonu i nastavio prema jugu, ali nije naišao na veliku podršku. Nakon zbunjenih manevara između Reigatea i Dorkinga, dok su se parlamentarne trupe približavale, njegova trupe od 500-njak ljudi su pobjegle prema sjeveru.

Međutim, Surrey je imao značajnu ulogu u povijesti radikalnih političkih pokreta iniciranih građanskim ratom. U listopadu 1647. izabrani predstavnici vojnih pukovnija zajedno s civilnim radikalima iz Londona izradili su u Guildfordu prvi manifest pokreta Levellers koji je postao poznat pod nazivom Sporazum naroda (An Agreement of the People).

### Moderno doba
Rijetko naseljena šumovita brda Surreya, sve do 19. stoljeća koristila su se isključivo kao lovišta, ali i kao izvor drvene mase za proizvodnju drvenog ugljena koji se koristio u građevinarstvu, brodogradnji, kod lijevanja željeza i za proizvodnju baruta.
Kako je transport tih proizvoda zavisio o rijekama, veliko poboljšanje je donijela izgradnja željezničke pruge Wandsworth – Mitcham - Coydon 1800., po kojoj su vagone vukli konji, a britanski parlament ju je 1801. proglasio prvom javnom prugom. Tijekom 19. stoljeća Surrey je imao najgušću mrežu prigradskih željeznica na svijetu, s čak sedam željezničkih kolodvora u Londonu. Nakon toga su u Surreyu, čiji su se gradovi poput Southwarka svojim ubrzanim razvojem počeli pretvarati u predgrađa Londona, duž pruge počela nicati nova prigradska naselja sve do Drugog svjetskog rata.

Istočni dio Surreyja premješten je iz biskupije Winchester u biskupiju Rochester 1877. godine. Međutim, ovo područje je odvojeno 1905. godine da bi se formirala nova biskupija Southwark. Ostatak grofovije, zajedno s dijelom istočnog Hampshira, odvojen je od biskupije Winchester 1927. godine da bi postao biskupija Guildford, čija je katedrala posvećena 1961. godine.
Nakon tog su Southwark, Lambeth i Wandsworth 1889. uključeni u novu metropolitansku grofoviju London, a 1965. i Croydon, Kingston na Temzi, Merton, Richmond na Temzi i Sutton, postali su dio novonastale grofovije Veliki London. Nakon rata rast tih naselja je usporen, jer je značajan dio Surreya proglašen zelenim pojasom Londona i parkom prirode.

## Galerija
- Palača Richmond iz 1765. gravura Jamesa Basirea
- Britanski prvi krematorij, u okrugu Woking u Surreyu
- Katedrala Guildford posvećena 1961. godine
- Kompleks Old College, uključujući Kristovu kapelu Božjeg dara.